# Nagroda Gulbenkiana dla Ludzkości
Nagroda Gulbenkiana dla Ludzkości – portugalska nagroda ufundowana w 2020 r. przez Calouste'a Gulbenkiana za działania na rzecz ludzkości, przyznawana corocznie w wysokości miliona euro.
Od 2022 r. szefową jury została Angela Merkel.

## Laureaci
- 2020 r.: Greta Thunberg za walkę z globalnym ociepleniem i degradacją środowiska[1]
- 2021 r.: Globalne Przymierze Burmistrzów dla Klimatu i Energii[1]